# أوفه أوديغارد
أوفه أوديغارد (بالنرويجية البوكمول: Ove Ødegaard)‏ هو لاعب كرة قدم نرويجي في مركز الوسط، ولد في 11 أبريل 1931 في النرويج، وتوفي في 15 نوفمبر 1964 بسبب غرق. شارك مع منتخب النرويج لكرة القدم.

## وصلات خارجية
- أوفه أوديغارد على موقع الاتحاد الأوربي (الإنجليزية)
- أوفه أوديغارد على موقع اتحاد النرويج (النرويجية)
- أوفه أوديغارد على موقع ناشيونال فوتبول تيمز (الإنجليزية)
- أوفه أوديغارد على موقع عالم كرة القدم.نت (الإنجليزية)
- أوفه أوديغارد على موقع أوليمبيديا (الإنجليزية)